# Charleston Naval Shipyard
Ne doit pas être confondu avec Charlestown Navy Yard.
Le Charleston Naval Shipyard (en français: chantier naval de Charleston - anciennement connu sous le nom de Charleston Navy Yard) était une installation de construction et de réparation de navires de la marine américaine (US Navy) située le long de la rive ouest de la Cooper River, à North Charleston, en Caroline du Sud, et faisant partie de la base navale de Charleston.

## Histoire
Elle a commencé ses activités en 1901 en tant que cale sèche, et a continué à être une installation de la marine jusqu'en 1996, date à laquelle elle a cessé ses activités à la suite des recommandations de la Commission de réalignement et de fermeture de la base (Base Realignment and Closure Commission - BRAC) de 1993. À cette époque, il a été loué à Detyens Shipyards, Inc.
Désigné à l'origine comme le chantier naval, puis comme la base navale, il a eu un impact important sur la communauté locale, la région des trois comtés et l'ensemble de l'État de Caroline du Sud.
Le chantier naval a d'abord produit le destroyer USS Tillman (DD-135), puis a commencé à augmenter sa production dans les années 1930. Au total, 21 destroyers ont été assemblés dans cette installation navale.

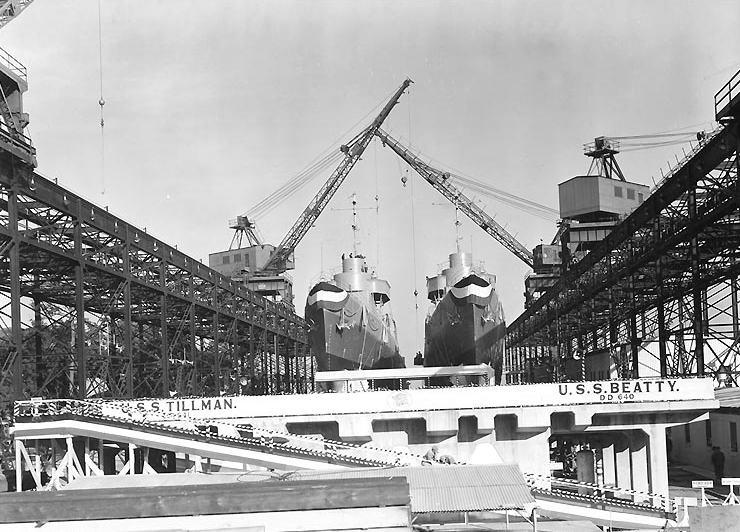
Le USS Beatty (DD-640) et le USS Tillman (DD-641) au chantier naval de Charleston en 1941

En 1931, Ellicott Dredges a livré la drague à désagrégateur de 20 pouces Orion, toujours en service sur l'ancien chantier naval de Charleston.
Deux des plus grands navires jamais construits au chantier sont deux navires ravitailleurs, le USS Tidewater (AD-31) et le USS Bryce Canyon (AD-36). Les quilles de ces navires ont été posées en novembre 1944 et juillet 1945, respectivement. Le pic d'emploi de 25 948 personnes a été atteint en juillet 1943.
Après la guerre, le chantier naval est chargé des réparations et des modifications des sous-marins allemands (U-boote) capturés. En avril 1948, le secrétaire à la Marine (United States Secretary of the Navy) John L. Sullivan a déclaré au représentant de Charleston L. Mendel Rivers et au sénateur Burnet R. Maybank que la Marine prévoyait que le Charleston Navy Yard devienne un chantier de révision de sous-marins et qu'elle demanderait un crédit initial pour une unité de chargement de batteries.

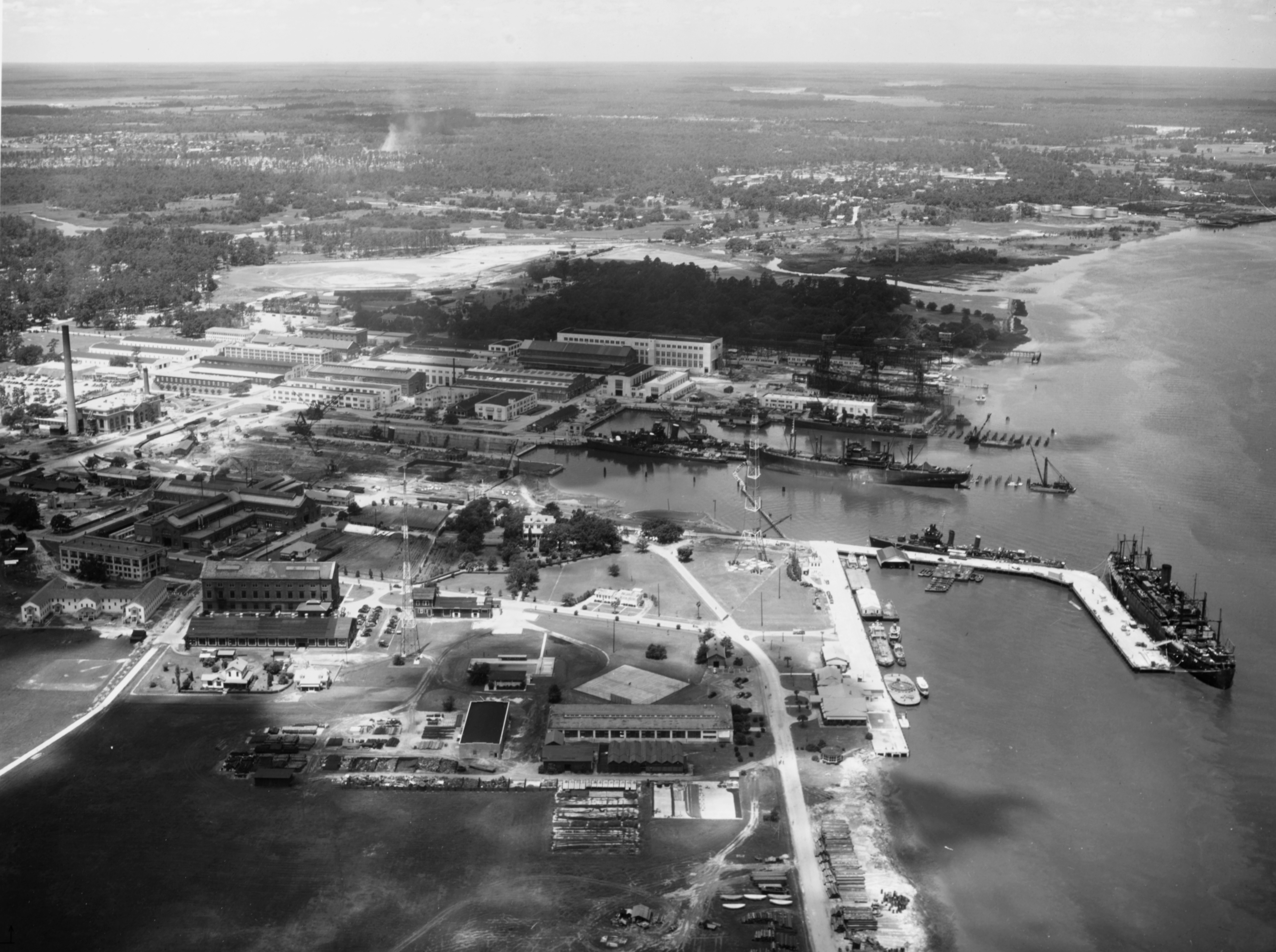
Vue aérienne du chantier naval de Charleston en 1941.

Le premier sous-marin, USS Conger (SS-477), est arrivé pour être révisé en août 1948. Le chantier naval prévoit de réviser environ 132 navires au cours de l'année, et sa main-d'œuvre s'est stabilisée à près de 5 000 personnes.
L'invasion de la Corée du Sud par la Corée du Nord en juin 1950 a fait augmenter la production une fois de plus. En 1951, le chantier naval comptait à nouveau plus de 8 000 employés. Au total, le chantier naval a activé quarante-quatre navires et en a converti vingt-sept pour le service actif de la flotte pendant la guerre de Corée.
La construction de sous-marins se poursuit dans les années 1960, ainsi que des missiles, et des sous-marins nucléaires ont été révisés, notamment le USS Scorpion (SSN-589) en 1962. En 1966, le chantier naval a achevé le premier ravitaillement d'un sous-marin nucléaire, le USS Skipjack (SSN-585), et a commencé sa première révision d'un sous-marin lanceur de missiles balistiques de la flotte (MSBS), le USS Thomas A. Edison (SSBN-610). Le capitaine Blake Wayne Van Leer a dirigé l'expansion et la construction de la cale sèche n°2 afin qu'elle puisse traiter les énormes sous-marins nucléaires lanceur d'engins (SNLE) et les destroyers équipés d'un sonar ",.
L'installation est restée une installation majeure tout au long de la guerre froide en tant que port d'attache de nombreux croiseurs, destroyers, sous-marins d'attaque, sous-marins SNLE, navires ravitailleurs de destroyers et de sous-marins de la flotte de l'Atlantique des États-Unis (U.S. Atlantic Fleet) jusqu'à sa fermeture dans les années 1990 à la suite de la fin de la guerre froide et de l'action de la Commission Base Realignment and Closure (BRAC).

## Cales sèches et cales de lancement
| Dock No. | Matériau avec lequel le quai est construit | Longueur | Largeur | Profondeur | Date d'achèvement | Source |
| -------- | ------------------------------------------ | -------- | ------- | ---------- | ----------------- | ------ |
| 1        | Béton et granit                            | {190 m   | 41 m    | 10,49 m    | 1908              | [ 4 ]  |
| 2        | Béton                                      | 181,51 m | 35 m    | 11,43 m    | 1968              | [ 4 ]  |
| 3        | Béton et palplanches                       | 111,51 m | 32,72 m | 3,23 m     | 1943              | [ 4 ]  |
| 4        | Béton et palplanches                       | 111,51 m | 32,72 m | 3,23       | 1943              | [ 4 ]  |
| 5        | Béton                                      | 229,03 m | 43 m    | 11 m       | 1984              | [ 4 ]  |

| 1er janvier 1946             | 1er janvier 1946 | 1er janvier 1946 | 1er janvier 1946 |
| Accès de construction navale | Largeur          | Longueur         | Source           |
| ---------------------------- | ---------------- | ---------------- | ---------------- |
| 1                            | 21 m             | 110 m            | [ 5 ]            |
| 2                            | 18 m             | 110 m            | [ 5 ]            |
| 3                            | 27 m             | 180 m            | [ 5 ]            |

## Liste des navires
- 20 destroyers
  - 1 des 10 destroyers classe Benham: Sterett (DD-407)
  - 1 des 12 destroyers classe Sims: Roe (DD-418)
  - 1 des 30 destroyers classe Benson: Hilary P. Jones (DD-427)
  - 7 des 66 destroyers classe Gleaves
    - Grayson (DD-435)
    - Swanson (DD-443), Ingraham (DD-444)
    - Corry (DD-463), Hobson (DD-464)
    - Beatty (DD-640), Tillman (DD-641)

  - 10 des 175 destroyers classe Fletcher
    - Pringle (DD-477) ... Stevens (DD-479)
    - Bell (DD-587) ... Twiggs (DD-591)
    - Albert W. Grant (DD-649)
    - Bryant (DD-665)
- 26 destroyers d'escorte et destroyers de transport
  - 15 des 148 destroyers d'escorte classe Buckley
    - Manning (DE-199) ... William T. Powell (DE-213)

  - 2 des 22 destroyers d'escorte classe Rudderow
    - Chaffee (DE-230), Hodges (DE-231)

  - 9 des  51 transports à grande vitesse classe Crosley
    - Kinzer (APD-91) ... Upham (APD-99)
- 2 des  6 navires ravitailleurs classe Shenandoah
  - Tidewater (AD-31), Bryce Canyon (AD-36)
- 8 de 1052 bâtiments de débarquement Landing Ship Tank
  - LST-353 - LST-360
- 121 des 558 bâtiments de débarquement Landing Ship Medium
  - LSM-126 - LSM-200, LSM-295 - LSM-309, LSM-389 - LSM-413, LSM-553 - LSM-558

## Flotte de réserve de l'Atlantique, Charleston
La Flotte de réserve de l'Atlantique,Charleston (Atlantic Reserve Fleet, Charleston), a ouvert en 1946 sur le chantier naval pour stocker les nombreux navires excédentaires après la Seconde Guerre mondiale. Dans le cadre des flottes de réserve de la marine américaine (United States Navy reserve fleets), la flotte mettait en sommeil des navires et des sous-marins. De nombreux navires de la flotte ont été réactivés pour la guerre de Corée et certains pour la guerre du Vietnam. La flotte de réserve a fermé en 1996 avec le chantier naval. Les navires ont été mis au rebut ou déplacés vers d'autres flottes de réserve.

## Post-BRAC

### Utilisation militaire et industrielle
Avec la fermeture de la base navale et du chantier naval de Charleston en 1996, Detyens, Inc. a signé un bail à long terme. Avec trois cales sèches, un dock flottant et six jetées, Detyens Shipyards, Inc. est la plus grande installation commerciale de la côte Est. Les projets comprennent des navires militaires, commerciaux et de croisière.
En soutien à la Joint Base Charleston, 93 hectares de l'ancienne base navale de Charleston et du chantier naval ont été transformés en un complexe fédéral polyvalent, avec 17 locataires gouvernementaux et militaires, ainsi qu'un port d'attache pour six navires rouliers (RO-RO) du Military Sealift Command, trois garde-côtes de classe National Security Cutters (Classe Legend), deux navires de recherche de la National Oceanic and Atmospheric Administration (NOAA), l'United States Coast Guard Maritime Law Enforcement Academy et le Federal Law Enforcement Training Center FLETC-Charleston.
Enfin, une section de 350 acres de l'ancienne base était prévue pour devenir un centre urbain durable à usage mixte pour la ville de North Charleston, appelé The Navy Yard de Noisette, à partir de 2005. Cependant, en 2010, le promoteur, la société Noisette, a été saisi et Palmetto Railways, qui fait partie du département du commerce de la Caroline du Sud, a acheté plus de 200 acres de la propriété. En 2013, Palmetto Railways a acheté la partie restante de The Navy Yard. L'objectif est de faire passer des trains de marchandises par l'extrémité nord de l'ancienne base pour desservir un nouveau port à conteneurs, le Navy Base Intermodal Container Transfer Facility, qui est en cours de construction à l'extrémité sud de l'ancienne base
.
En février 2020, l'amiral Karl Schultz de la Garde côtière (United States Coast Guard) a annoncé que le chantier naval serait inclus dans un projet de "super base". Le plan consoliderait les actifs de la Garde côtière dans la région de North Charleston et se produirait dans les cinq ans.

### Le district historique de l'hôpital nava
Le plan initial du Palmetto Railway pour l'ancien chantier naval nécessitait la démolition de plusieurs structures historiques, ce qui a conduit le National Trust for Historic Preservation à ajouter le district historique de l'hôpital naval de Charleston (Charleston Naval Hospital Historic District) à sa liste des 11 lieux les plus menacés en 2016. Le National Trust a déclaré que la démolition proposée par le plan de 9 des 32 bâtiments du district pourrait éventuellement conduire à la radiation du district du Registre national des lieux historiques (National Register of Historic Places).

## Source
- (en) Cet article est partiellement ou en totalité issu de l’article de Wikipédia en anglais intitulé « Charleston Naval Shipyard » (voir la liste des auteurs).